# چوی یونگ جون
چوی یونگ جون (کره‌ای: 최영준؛ زادهٔ ۷ ژوئیه ۱۹۸۰) بازیگر و خواننده اهل کره جنوبی است. او به خاطر ایفای نقش در گل شیطان (۲۰۲۰)، پلی‌لیست بیمارستان (۲۰۲۰–۲۰۲۱)، وینچنزو (۲۰۲۱)، غم‌های ما (۲۰۲۲) و سگ‌های شکاری (۲۰۲۳) شناخته می‌شود.

## فیلم‌شناسی

### تلویزیون
| سال       | عنوان             | نقش             | توضیحات | منابع         |
| --------- | ----------------- | --------------- | ------- | ------------- |
| ۲۰۱۹      | سرگذشت آسدال      | یون بال         |         | [ ۲ ]         |
| ۲۰۲۰      | گل شیطان          | چوی جه سوب      |         | [ ۳ ] [ ۴ ]   |
| ۲۰۲۰–۲۰۲۱ | پلی‌لیست بیمارستان | بونگ گوانگ هیون | فصل ۱–۲ | [ ۵ ]         |
| ۲۰۲۱      | مال من            | بک دونگ هوک     |         | [ ۶ ]         |
| ۲۰۲۱      | بازرس کو          | جانگ سونگ وو    |         | [ ۷ ]         |
| ۲۰۲۱      | وینچنزو           | چو یونگ وون     |         | [ ۸ ]         |
| ۲۰۲۲      | غم‌های ما          | بانگ هو شیک     |         | [ ۹ ]         |
| ۲۰۲۲      | صدای جادو         | کارآگاه کیم     |         | [ ۱۰ ]        |
| ۲۰۲۲      | چرا او            | یون سه پیل      |         | [ ۱۱ ] [ ۱۲ ] |